# State Security Service
Le State Security Service (en français Service de la Sécurité d'État), plus communément appelé DSS (pour Department of State Security) et surnommé Triple S est le service de renseignement intérieur du Nigeria. 

## Histoire
Le SSS est un de trois services de renseignement du Nigeria qui ont été fondés comme successeurs de la Nigerian Security Organisation (NSO) en juin 1986.
La dissolution du SSS était une promesse électorale du nouveau président Ibrahim Babangida. Cette promesse n'a pas été tenue mais l'interdiction des groupes radicaux comme la National Association of Nigerian Students et les exécutions publiques ont été temporairement suspendus.

## Organisation
Le siège principal du SSS se trouve à Abuja, la capitale du Nigéria.
Le directeur général du SSS est Lawal Musa Daura.

## Directeurs généraux du SSS
| Directeurs généraux du SSS                    | Années de mandat                  |
| --------------------------------------------- | --------------------------------- |
| Colonel Abdullahi Mohammed (DG NSO)           | 1976–1979 (Octobre)               |
| Alhaji Umaru Shinkafi (DG NSO)                | 1979 (Octobre) – 1983 (Novembre)  |
| Ambassadeur Mohammed Lawal Rafindadi (DG NSO) | 1984 (Janvier) – 1985 (Août)      |
| Alhaji Ismaila Gwarzo                         | 1986 (Juin) – 1990 (Septembre)    |
| Albert Horsfall                               | 1990 (Septembre) – 1992 (Octobre) |
| Peter Nwaoduah                                | 1992 (Octobre) – 1998             |
| Colonel Kayode Are (Retraité)                 | 1999 – 2007 (Août)                |
| Afakriya Gadzama                              | 2007 (Août) – 2010 (Septembre)    |
| Ita Ekpeyong                                  | 2010 (Septembre) – 2015 (Juillet) |
| Lawal Musa Daura                              | 2015 (Juillet) – Aujourd'hui      |

## Critiques et respect des droits de l'Homme
Le SSS est montré du doigt par des organisations non gouvernementales comme Amnesty International et Reporters sans frontières pour son respect limité des droits de l'homme et des libertés publiques et cela depuis les années 1990.
Des faits d'atteinte à la liberté de la presse ont été relevés à l'encontre du SSS comme l'interdiction du magazine Newswatch pour six mois en 1988, la fouille des locaux de la station de radio privée Rhythm 93.7 FM à Port Harcourt en mars 2006 ou encore l'incarcération arbitraire de journalistes.
D'autres faits portant cette fois atteinte aux droits politiques (interdiction de partis politiques, arrestation et détention arbitraire d'opposants ou de défenseurs des droits de l'homme), à la liberté d'association (interdiction de l'Union des étudiants) ou à la liberté de réunion (interdiction d'assemblées publiques) ont également été relevés.
En outre, des événements importants dans l'histoire du Nigeria comme la mort du dictateur militaire Sani Abacha ont « stimulé » la répression et ont provoqué l'interdiction de journaux et de groupes d'opposition.

## Source
article allemand